# Microascus singularis
Microascus singularis är en svampart som först beskrevs av Pier Andrea Saccardo, och fick sitt nu gällande namn av Malloch & Cain 1971. Microascus singularis ingår i släktet Microascus och familjen Microascaceae.   Inga underarter finns listade i Catalogue of Life.